# André van der Louw
Arie Andries (André) van der Louw (ur. 9 sierpnia 1933 w Hadze, zm. 20 października 2005 w Scheveningen) – holenderski polityk, dziennikarz i samorządowiec, w latach 1974–1981 burmistrz Rotterdamu, w latach 1981–1982 minister kultury, wypoczynku i pracy socjalnej.

## Życiorys
Kształcił się w wieczorowej szkole handlowej w Hadze i na kursie dziennikarstwa. Pracował jako urzędnik w administracji lokalnej. Później zawodowo związany z nadawcą publicznym VARA jako redaktor, a w latach 1966–1971 jako rzecznik prasowy. Był też redaktorem czasopism muzycznych i młodzieżowych. Zaangażował się w działalność polityczną w ramach Partii Pracy, wchodził w skład zarządu tego ugrupowania. Od 1969 był pierwszym wiceprzewodniczącym partii, a od 1971 do 1974 zajmował organizacyjne stanowisko przewodniczącego PvdA. W 1971 oraz w latach 1982–1983 wykonywał mandat posła do Tweede Kamer.
W latach 1974–1981 pełnił funkcję burmistrza Rotterdamu. Od września 1981 do maja 1982 sprawował urząd ministra kultury, wypoczynku i pracy socjalnej w drugim rządzie Driesa van Agta. W latach 1983–1986 był przewodniczącym rady konurbacji Rijnmond. Od 1994 do 1997 stał na czele nadawcy publicznego Nederlandse Omroep Stichting.

## Odznaczenia
- Komandor Orderu Bernardo O’Higginsa[1]